# Nörvenich
Nörvenich – miejscowość i gmina w Niemczech, w kraju związkowym Nadrenia Północna-Westfalia, w rejecnji Kolonia, w powiecie Düren. W 2010 roku liczyła 11 045 mieszkańców.

## Współpraca
Miejscowości partnerskie:
- Plessa, Brandenburgia